# Liste des cavités naturelles les plus profondes de Maine-et-Loire
La liste des cavités naturelles les plus profondes de Maine-et-Loire recense, sous forme de tableau(x), les cavités souterraines naturelles connues dans ce département français, dont le dénivelé est supérieur ou égal à dix mètres.
La communauté spéléologique considère qu'une cavité souterraine naturelle n'existe vraiment qu'à partir du moment où elle est « inventée » c'est-à-dire découverte (ou redécouverte), inventoriée, topographiée et publiée. Bien sûr, la réalité physique d'une cavité naturelle est la plupart du temps bien antérieure à sa découverte par l'homme ; cependant tant qu'elle n'est pas explorée, mesurée et révélée, la cavité naturelle n'appartient pas au domaine de la connaissance partagée.
La liste spéléométrique des 2 plus profondes cavités naturelles de Maine-et-Loire (≥ dix mètres) est actualisée à décembre 2018.
La plus profonde cavité souterraine naturelle répertoriée dans le département de Maine-et-Loire est « la grotte Saint-Charles », sur la commune de Chaudefonds-sur-Layon (cf. ligne 1 du tableau ci-dessous).

## Cavités de Maine-et-Loire (France) dont la dénivellation est supérieure ou égale à 10 mètres
2 cavités de cette classe unique sont recensées au 31-12-2018.
| Réf. | Cavité (autres noms) | Commune               | Massif ou zone    | Coordonnées (WGS 84)        | Dénivelée (mètres) | Développe. (mètres) | Sources ou références     | Mise à jour |
| ---- | -------------------- | --------------------- | ----------------- | --------------------------- | ------------------ | ------------------- | ------------------------- | ----------- |
| 1    | Grotte Saint-Charles | Chaudefonds-sur-Layon | Corniche Angevine | 47° 19′ 47″ N, 0° 43′ 22″ O | +011, m            | +100, m             | Spéléométrie de la France | 2000-12     |
| 2    | Grotte des Angevins  | Mauges-sur-Loire      | Corniche Angevine | 47° 22′ 24″ N, 0° 49′ 46″ O | +010, m            | +085, m             | Spéléométrie de la France | 2000-12     |